# Kaj Leo í Bartalsstovu
Kaj Leo í Bartalsstovu (23. juni 1991) er en færøsk professionel fodboldspiller, der spiller for Fimleikafélag Hafnarfjarðar som midtbanespiller. Han spiller også for Færøernes fodboldlandshold.

## Karriere
Han startede sin fodboldkarriere hos Víkingur Gøta, hvor han spillede 102 kampe og skorede 23 mål for Víkingurs bedste hold. Fra 2014 til 2016 spillede han for Levanger FK i OBOS-ligaen.
Den 1. februar 2016 underskrev han en halvanden årig kontrakt med Dinamo Bukarest. Han blev derved den første færing, der har spillet professionel fodbold i Rumænien. Kontrakten med Dinamo Bukarest blev imidlertid opsagt, efter at træneren som ansatte ham, Mircea Rednic, sagde op, en ny træner havde overtaget. Han nåede at spille 6 kampe for ligaholdet. I juli 2016 fik han kontrakt med det islandske fodboldhold Fimleikafélag Hafnarfjarðar. Ifølge Morgunblaðið, så spillede hans far, Hans Leo í Bartalsstovu, med Víkingur í Reykjavík i 1984, og far og søn er de første udenlandske far og søn fodboldspillere , der har spillet i den øverste fodboldrække i Island. Han blev islandsk mester med Fimleikafélag Hafnarfjarðar i 2016.